# Divided Highway
Divided Highway è un album discografico di raccolta del gruppo musicale rock statunitense The Doobie Brothers, pubblicato il 25 febbraio 2003.

## Tracce
1. Divided Highway (Fox, Peterik, Simmons) – 3:51
2. The Doctor (Johnston, Midnight, Schwartz) – 3:46
3. South of the Border (Johnston) – 4:20
4. Tonight I'm Coming Through (The Border) (LaKind, McDonald) – 4:27
5. Rollin' On (Johnston) – 4:10
6. Dangerous (Simmons) – 5:03
7. Take Me to the Highway (Fedele, Midnight, Okerman, Simmons) – 3:16
8. Our Love (Williams) – 4:28
9. This Train I'm On (Ockerman, Simmons) – 3:51
10. Too High a Price (Heron, Lakind, Zirngiebel) – 4:11
11. Is Love Enough (Richmond, Williams) – 4:38
12. Showdown (Johnston) – 4:14
13. Something You Said (Gorrie, Lunn) – 4:45
14. Need a Little Taste of Love (M. Isley, E. Isley, R. Isley, O. Isley, C. Jasper) – 4:01